# Синкевич, Олег Арсеньевич
Олег Арсеньевич Синкевич (род. 1934) — специалист в области физики плазмы, доктор физико-математических наук, профессор кафедры Инженерной теплофизики (ИТФ) МЭИ.

## Биография
Олег Арсеньевич Синкевич родился в городе Пскове в 1934 году.
В 1955 году окончил Ленинградский энергетический техникум. Два года служил в армии, потом работал на Ташкентской ТЭЦ, принимал участие в строительстве Прибалтийской ГРЭС. В 1960 году поступил учиться в Московский энергетический институт. В 1966 году, после окончания МЭИ поступил в аспирантуру, занимался научной работой. К 1970 году подготовил и кандидатскую диссертацию, в 1981 году защитил докторскую диссертацию. Своими учителями-наставниками считал профессоров: в области математики — A. Г. Куликовского и механики сплошных сред — Г. А. Любимова.

## Научная деятельность
Область научных интересов: лазерное и СВЧ воздействие на электрические разряды, процессы в атмосфере Земли: изучение механизмов генерации торнадо и способы воздействия на него, механизмы взрывного разрушения паровой плёнки при интенсивных тепловых воздействиях, неустойчивости в низкотемпературной плазме и механизмы плазменной турбулентности, процессы в низкотемпературной гетерогенной плазме.
С 1968 года О. А. Синкевичем было подготовлено в МЭИ и прочитано 11 курсов лекций, изданы учебные пособия по «Физике плазмы» и «Физике твердого тела», издан учебник «Физика плазмы» и др. О. А. Синкевич был научным руководителем при подготовке и защите 12 кандидатских и 2 докторских диссертаций.
В 1969 году под руководством профессора О. А. Синкевичем в Московском энергетическом институте была создана лаборатория физики плазмы.

### Труды
- О неустойчивости электрически заряженной границы двухфазного грозового облака и турбулентной атмосферы. Теплофизика высоких температур. 2016, том 54, № 6, с. 827—824.
- Свечение жидкости в узком канале как триболюминесценция. Ibid. С. 239. (соавторы Д. А. Бирюков, Д. Н. Герасимов).
- Неустойчивости, волны и неравновесные структуры в плотной низкотемпературной плазме (взгляд на проблему через 50_летие публикаций в журнале «Теплофизика высоких температур»). ТВТ. 2013, том 51, № 4, с. 345—374.
- Свечение жидкости в узком канале как триболюминесценция. Оптика и спектроскопия, 2013, том 114, 5, с. 768—772 (соавторы Д. А. Бирюков, М. И. Власова, Д. Н. Герасимов).

## Награды
Почётные дипломы Правительства города Москвы.